# Bålsta (stacja kolejowa)
Bålsta (szwedzki: Bålsta) – stacja kolejowa w Bålsta, w regionie Uppsala, w Szwecji. Znajduje się na Mälarbanan i jest stacją końcową/początkową dla pociągów Pendeltåg w Sztokholmie.

## Historia
Stację kolejową w Bålsta otwarto w 1996 roku, w pobliżu centrum miasto, które odzyskało ruch kolejowy od 1972 roku, kiedy zamknięto starą stację, która znajdowała się w starszej części Bålsta, około 1,5 km na zachód od obecnej. 
Na stacji zatrzymują się pociągi regionalne na trasie Göteborg-Hallsberg-Västerås-Sztokholm. Bålsta jest również północną pętlą dla linii 35 pendeltåg między Bålsta i Nynäshamn. Dziennie obsługuje około 2 000 pasażerów.

## Linie kolejowe
- Mälarbanan